# Kadanza
Kadanza is een musical van Frank Van Laecke in een productie van Studio 100 in samenwerking met Ketnet. De hoofdrollen zijn voor Charlotte Leysen, Giovanni Kemper, Loes Van den Heuvel aangevuld met Emma Van Abbenyen en Jérémie Vrielynck in de rollen van Lisa en Jasper. De musical verzamelt de grootste hits uit 10 jaar Junior Eurosong en ging op 14 februari 2015 in première in het Plopsa Theater, De Panne.

## Rolverdeling
| Rol           | Spelers | Understudy          |
| ------------- | --- | ------------------- |
| Lana          | Charlotte Leysen |                     |
| Paco          | Giovanni Kemper |                     |
| Cornelia Blok | Loes Van den Heuvel |                     |
| Lisa          | Emma Van Abbenyen | Lani Lauwers        |
| Jasper        | Jérémie Vrielynck | Sheldon Demiddeleer |
| Samantha      | Charlotte Boudry | Fiene Zasada        |
| Tine          | Aiko Vanparys | Emma Von Arx        |
| Oscar         | Karel Schepers | Flavio Rizzuto      |
| Bert          | Tuur Verelst | Robin Jonckheere    |
| Lesley        | Oona Bossant | Phebe Staelens      |
| Ensemble      | Aaron Blommaert, Daan Keisse, Daan Stuer, Emma Von Arx, Fiene Zasada, Flavio Rizzuto, Hanne Verstraeten, Ian Schelfaut, Lien Sodermans, Lin Daems, Lani Lauwers, Marie Dusabe, Oona Abbeel, Phebe Staelens, Raoul Cloesen, Robin Jonckheere, Ruben Degroote, Ward Demulder, Ryan Joostens, Synn De Wachter, Sheldon Demiddeleer en Yente Benoy |                     |

## Soundtrack
| Titel                     | Oorspronkelijke artiest              | Uitvoerder                             | Opmerkingen                                |
| ------------------------- | ------------------------------------ | -------------------------------------- | ------------------------------------------ |
| Kei!Vet!Cool!             | Groepslied (Junior Eurosong 2011)    | Juniors van 'Kadanza'                  |                                            |
| Boom Boom Wakka Wakka     | Groepslied (Junior Eurosong 2012)    | Juniors van 'Kadanza'                  |                                            |
| Een Tocht Door Het Donker | Thor Salden (Eurosong for Kids 2006) | Juniors van 'Kadanza'                  |                                            |
| Amazing                   | Groepslied (Wie wordt Junior 2013?)  | Juniors van 'Kadanza'                  | Lyrische verandering in het tweede couplet |
| Bouw Een Brug             | Speciaal geschreven                  | Lisa en Jasper                         |                                            |
| Zo Verliefd               | Laura Omloop (Junior Eurosong 2009)  | Cornelia Blok                          |                                            |
| Get Up!                   | Jill & Lauren (Junior Eurosong 2010) | De jongens                             |                                            |
| Laat Mij Gerust           | Bab Buelens (Junior Eurosong 2007)   | Lisa                                   |                                            |
| Get Up!                   | Jill & Lauren (Junior Eurosong 2010) | De meisjes                             |                                            |
| Bouw Een Brug (Reprise 1) | Speciaal geschreven                  | Lisa en Jasper                         |                                            |
| Bouw Een Brug (Reprise 2) | Speciaal geschreven                  | Lisa en de Juniors van 'Kadanza'       |                                            |
| Kadanza                   | Speciaal geschreven                  | Lana, Paco en de Juniors van 'Kadanza' |                                            |
| Megamix                   | -                                    | Cast van Kadanza                       |                                            |

'14-'18 · '40-'45 (België) · '40-'45 (Nederland) · 1830 · De 3 Biggetjes · 3 Musketiers · Aida · Albert I · Alice in Wonderland · A xXxmas Carola · Anatevka · Assepoester · Belle en het Beest · Billie Holiday · Bloedbroeders · The Bodyguard · Cabaret · Camelot · Cats · Chicago · Ciske de Rat · Cyrano de Bergerac · De Schone van Boskoop · Daens · Damiaan · Dirty Dancing · Doe Maar! · Domino · Doornroosje · Dracula · Drood · Elisabeth · Evita · Fame · De Finale · Flashdance · Foxtrot · Goodbye, Norma Jeane · Grease · Hair · High School Musical · De Jantjes · Jeanne d'Arc · Jekyll & Hyde · Jersey Boys · Jesus Christ Superstar · Kadanza · De kleine zeemeermin · Koning van Katoren · Kruimeltje · Kuifje: De Zonnetempel · Kunt u mij de weg naar Hamelen vertellen, mijnheer? · The Last Five Years · Lelies · The Lion King · The Little Mermaid · Love Story · Lover of Loser · Mamma Mia! · De man van La Mancha · Marie-Antoinette · Mary Poppins · Les Misérables · Miss Saigon · Muerto! · De Muze van Rubens · My Fair Lady · On Your Feet! · Op hoop van Zegen · Oorlogswinter · The Passion · Pauline & Paulette · The Phantom of the Opera · Pinokkio · Red Star Line · Rembrandt · Robin Hood · Romeo en Julia, van Haat tot Liefde · De Rozenoorlog · Rubens · Shhh...it happens! · Shrek · Soldaat van Oranje · Spring Awakening · De sprookjesmusical Klaas Vaak · Sneeuwwitje · The Sound of Music · Tarzan · Titanic · Turks fruit · Urinetown · De Vliegende Hollander · Wat Zien Ik?! · Wicked · The Wild Party · The Wiz · Wickie de viking de musical
    Portaal Musical